# دكين الدارمي
دكين بن سعيد الدارمي التميمي (؟ - 727) شاعر عراقي. من مواليد البصرة من بني دارم. كان مواليًا للأمير عمر بن عبد العزيز، منقطعًا إليه، وبقي مواليًا له حتى بعد أن صار خليفة الأمويين. فامتدحه وهو والي المدينة، فأعطاه خمس عشرة ناقة. وهو شاعر راجز.

## سيرته
دكين بن سعيد القطني الدارمي التميمي أو يقال دكين بن سعد بن زيد مناة بن تميم الدارمي. ولد في البصرة أو يقال في المدينة.
| دكين الدارمي | لما ولي عمر بن عبد العزيز المدينة كان ينقطع إليه رجل من بني دارم، سيقال له دكين بن سعيد، يسامره بالليل مع أبي عون وسالم، فقال له ليلةً: إني لأرى لك هيئة ما الدنيا عنك بمنقطعة حتى تلي ولاية أجشم من هذه، قال: وما علمك؟ قال: ما هي إلا فراسة، فما عليك إن كان ذلك؟ قال: إن كان ذلك أحسنت إليك، قال: هات يدك، فأعطاه يده. فلما ولي عمر الخلافة انقطع إليه دكين. فاستأذن فقال له البواب: إنه عنك في شغل، إنه في رد المظالم، فأعد أبياتاً لخروج عمر إلى الصلاة، ثم ناداه نداء الأعرابي: يا عمر الخيرات ذا المكارموعمر الدسائع العظائمإني امرؤ من قطن بن دارمأنشد حق المسلم المسالمبيع يمين بالإخاء الدائمإذ تنتجي والله غير نائموتنحن في ظلمة ليل عاتمعند أبي عون وعند سالم قال: فعرف عمر القضية، فدخل على أمهات أولاده، فما زال يجمع له من عندهن العشرة والعشرين حتى جمع له ثلاث مئة؛ وكانت من عمر عطية. | دكين الدارمي |

توفي دكين الراجز في سنة 109 هـ/ 727 م.

## شعره
من أبياته المشهورة:

## وصلات خارجية
- في بوابة الشعراء